# 고창천 (고창군)
고창천(高敞川)은 전북특별자치도 고창군 고창읍 월산리에서 발원하여 전북특별자치도 고창군 아산면 하갑리에서 주진천에 유입되는 전북특별자치도의 하천이다. 하천연장은 14km이며, 유역면적은 75.82km2이다. 상류에는 월산제가 위치해 있으며, 하류에는 농경지대가 위치해 있다.